# Bruno Simma
Bruno Simma (né le 29 mars 1941 à Quierschied, en Allemagne) est un juriste allemand qui est juge à la Cour internationale de justice (CIJ), de 2003 à 2012.
Il est membre affilié du corps professoral étranger de la faculté de droit de l'Université du Michigan, enseignant des cours à Ann Arbor jusqu'en 2021, et l'un des trois arbitres de pays tiers au Tribunal des réclamations Iran-États-Unis, auquel il est nommé en 2013.

## Carrière
Il est chargé de cours à l'Académie de droit international de La Haye aux Pays-Bas, où il est également directeur des études en 1976 et 1982. De 1984 à 1985, il est professeur invité à l'Université de Sienne en Italie. Il est chargé de cours en droit international au Centre de formation des jeunes diplomates du ministère fédéral allemand des Affaires étrangères. De 1987 à 1992, il est professeur de droit à la faculté de droit de l’université du Michigan et professeur invité en 1986. De 1995 à 1997, Simma est doyen de la faculté de droit de l'université de Munich et professeur invité à la faculté de droit de l'Université du Michigan en 1995. 
De 1987 à 1996, il est membre du Comité des droits économiques, sociaux et culturels des Nations unies,. De 1996 à 2002, il est membre de la Commission du droit international des Nations unies, contribuant aux travaux de la Commission sur la responsabilité des États. Simma est juge à la CIJ du 6 février 2003 jusqu'à l'expiration de son mandat le 5 février 2012 ; il n'est pas candidat à sa réélection lors des élections de 2011.
Simma est arbitre dans de nombreuses affaires de droit interétatique, d'investissement étranger, de commerce international et de droit du sport. Il a notamment siégé au comité de règlement des différends entre investisseurs et États en vertu du chapitre 11 de l'ALENA dans l'affaire Clayton/Bilcon.
Parmi ses quelque 120 publications, Simma est largement connu comme l'éditeur de l'ouvrage faisant autorité The Charter of the United Nations: A Commentary (Oxford U. Press, 1994, 2e et 3e éditions publiées en 2002 et 2012), plus de 2 600 pages dans sa 3e édition. Le traité de Simma est considéré comme « le principal ouvrage de référence anglais » sur la Charte des Nations unies, en particulier pour les questions de droit international,,,.